# おとめ座SS星
おとめ座SS星（おとめざSSせい）は、おとめ座の脈動変光星。

## 概要
SRA型の半規則型変光星で、364.14日の周期で6.0等と9.6等の間を半規則的に変光する。変光星総合カタログ (GCVS) の3版まではミラ型変光星とされていたが、4版から分類が変更されSRA型となった。おとめ座SS星が分類されるSRA型は半規則型変光星の中でも周期性の良い変光をする赤色巨星が分類される型であり、SS星自身もスペクトル型がC6,3e（ハーバード方式ではNe）の赤色巨星である。SS星は炭素星であり一見してそれと分かるほどの深紅色に輝いているため、長く見つめていると明るく感じるため観測が難しい変光星である。

## 導入方法
おとめ座η星の近くにあり、η星から導入する。

## 名称
学名はSS Virginis（略称：SS Vir）、ボン掃天星表の番号はBD+01°2694、ヘンリー・ドレイパーカタログの番号はHD 108105。